# Patrik Johansson
Patrik Johansson (født 2. april 1968) er en svensk fodboldtræner og tidligere fodboldspiller. 
Johansson har tidligere været assistenttræner i AaB, hvor han blev hentet til i 2009, da daværende cheftræner, Magnus Pehrsson, ønskede ham til klubben. Da Magnus Pehrsson blev fyret i efteråret 2010 fortsatte Johansson under den nye træner, Kent Nielsen indtil sommeren 2011, hvor AaB og Johansson ophævede samarbejdet.